# Wyatt Hill
Der Wyatt Hill ist ein kleiner, vereister und rund 500 m hoher Hügel an der Walgreen-Küste des westantarktischen Marie-Byrd-Lands. Auf der Bear-Halbinsel ragt er an der Westflanke des Hamilton-Piedmont-Gletschers auf.
Der United States Geological Survey kartierte ihn anhand von Luftaufnahmen der United States Navy aus dem Jahr 1966. Das Advisory Committee on Antarctic Names benannte ihn nach dem Elektroingenieur Joseph T. Wyatt von der Lockheed Corporation, der in zwei Kampagnen zwischen 1975 und 1977 an der Bergung und Reparatur von drei Flugzeugen des Typs LC 130 Hercules beteiligt war, die am Dome Charlie im Januar bzw. November 1975 beim Startversuch verunglückt waren.